# Sân vận động Cheonan
Sân vận động Cheonan (tiếng Hàn Quốc: 천안종합운동장) là một sân vận động đa năng ở Cheonan, Hàn Quốc. Sân hiện đang được sử dụng chủ yếu cho các trận đấu bóng đá. Sân vận động có sức chứa 26.000 khán giả. Sân được xây dựng vào năm 2001. Vào ngày 15 tháng 10 năm 2013, đội tuyển bóng đá quốc gia Hàn Quốc đã sử dụng sân vận động này lần đầu tiên trong trận giao hữu với Mali, kết thúc với chiến thắng 3–1 cho Hàn Quốc. Sân vận động đã tổ chức chín trận đấu tại Giải vô địch bóng đá U-20 thế giới 2017.